# بخش کلبو
کلبو یک بخش است که در استان سُوم در شمال غربی بورکینافاسو قرار دارد. مرکز این بخش شهر کلبو است.